# アレクサンダー・イミック
アレクサンダー・ハーバート・イミック（Alexander Herbert Imich、1903年2月4日 - 2014年6月8日）は、アメリカの心理学者、スーパーセンテナリアン。
2014年4月24日にイタリアのアルトゥロー・リカタが死去したことにより、存命する男性のうち世界最高齢となっていた。2013年9月13日のサルスティアーノ・サンチェスの死去以来、アメリカ合衆国の男性で最高齢でもあった。21世紀並びに3千年紀以降（＝2001年以降）で最も若く男性の世界最高齢となった人物となっている。アレクサンダー・イミチとも表記される。

## 人物
ポーランドのユダヤ人の家族に生まれ、1952年にアメリカのニューヨークに移住した。結婚はしたが、子供は作らなかった。妻は1986年に死去。男性長寿世界一だけでなく、超心理学の研究を行っていたことでも著名であった。長年にわたり寿命を延ばすための健康・食事療法を行っていた。その一つとしてカロリー制限を実践し、このことが驚くべき長寿に達した理由のひとつであると述べている。男性世界最高齢としてギネス世界記録の認定書が届けられたのは2014年5月8日。その1か月後の同年6月8日、ニューヨークの高齢者施設にて111歳124日で死去。男性世界最高齢の座はイミックより1日遅く生まれた日本人の百井盛に移った。